# Comtat de Colfax (Nou Mèxic)
El Comtat de Colfax (en anglès: Colfax County) és un comtat localitzat al nord-est de l'estat estatunidenc de Nou Mèxic. Pren el seu nom del dissetè vicepresident dels Estats Units, Schuyler Colfax, el qual va servir com a vicepresident sota les ordres del president Ulysses S. Grant del 1869 al 1873. Segons dades del cens del 2010, el comtat té 13.750 habitants, el qual representa una disminució del 3,1% respecte dels 14.189 habitants registrats en el cens del 2000. La seu de comtat i la municipalitat més poblada és Raton. El comtat va ser incorporat el 1869.

## Geografia
Segons l'Oficina del Cens dels Estats Units, el comtat té una àrea total de 9.759,1 quilòmetres quadrats, dels quals 9.730,6 eren terra i 28,5 (0,30%) eren aigua.
Una gran porció del comtat es troba a la serra de Sangre de Cristo.

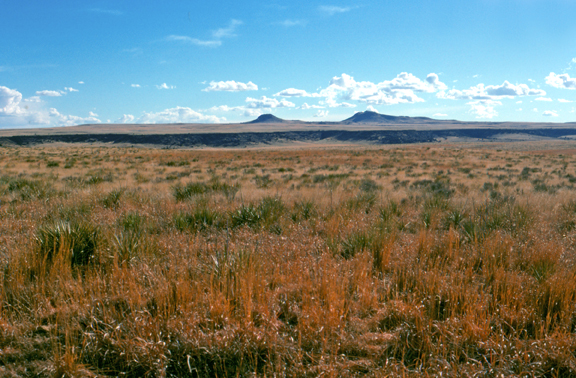
Kiowa National Grassland

### Àrees nacionals protegides
- Carson National Forest (part)
- Kiowa National Grassland (part)
- Maxwell National Wildlife Refuge

### Comtats adjacents
|  |  |  |
|  |  |  |
|  |  |  |

## Història

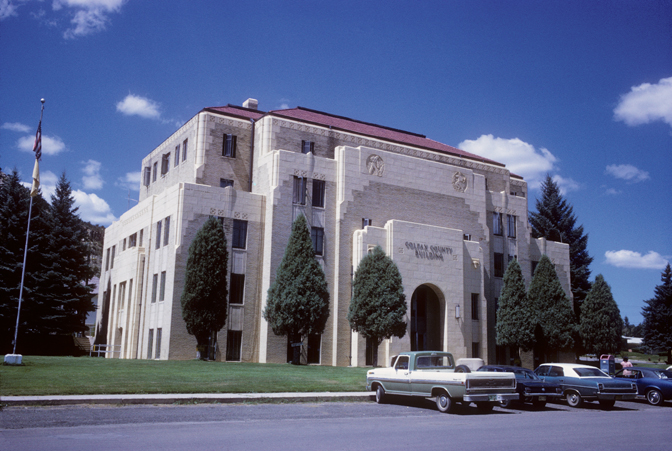
Palau de Justícia del Comtat de Colfax, Raton

El Comtat de Colfax originalment era part del Comtat de Taos, un dels nou comtats originals creats pel Territori de Nou Mèxic el 1852. El 1859 la part oriental del Comtat de Taos, incloent tot el territori del Comtat de Colfax, es dividí per a formar el Comtat de Mora. El Comtat de Colfax va ser establert el 25 de gener del 1869 a partir de la part septentrional del Comtat de Mora. La seu de comtat original fou el poble miner d'or d'Elizabethtown.
El 1872, quan la febre de l'or a Elizabethtown queia, la seu de comtat es va moure a Cimarron. Cimarron estava en la ruta d'autocar del Camí de Santa Fe, i era la seu de la concessió de terres de Maxwell. El palau de justícia del Comtat de Colfax de Cimarron és una estructura que contribueix al districte històric de Cimarron, i encara està en ús com una lògia maçònica.
El 1881, la seu de comtat va ser moguda de nou, aquest cop de Cimarron a Springer, localitzat a la ferroviària d'Atchison, Topeka i Santa Fe (el qual avui en dia, des del 1996, forma part de la Burlington Northern Railroad). El palau de justícia del Comtat de Colfax a Springer va formar part d'un dels més importants tiroteigs de la guerra del Comtat de Colfax. Aquest palau de justícia, que avui en dia està al National Register of Historic Places, és avui en dia un museu dedicat al Camí de Santa Fe.
Uns anys després, les porcions orientals dels comtats de Colfax, Mora i San Miguel van ser particionats per a crear el Comtat de Union el 1893.
Després d'un referèndum i un enfrontament legislatiu agridolç, la seu de comtat va ser moguda per última vegada, aquest cop a la ciutat de Raton, el 1897. Raton era un important poble miner de carbó, i també un centre ferroviari. Els ciutadans de Raton van recaptar 8.000 $ per a pagar un terç delc sosts per a un nou palau de justícia per al comtat. Aquell palau de justícia va ser reemplaçat el 1932 pel que hi ha avui en dia, una estructura art déco que també figura en la National Register of Historic Places.

## Demografia

### 2000

Piràmide de població del Comtat de Colfax (2000)

Segons el cens del 2000, hi havia 14.189 persones, 5.821 llars i 3.975 famílies residint en el comtat. La densitat de població era d'1 persona per quilòmetre quadrat. Hi havia 8.959 cases en una densitat d'1 per quilòmetre quadrat. La composició racial del comtat era d'un 81,50% blancs, un 0,32% negres o afroamericans, un 1,47% natius americans, un 0,32% asiàtics, un 0,01% illencs pacífics, un 12,80% d'altres races i un 3,59% de dos o més races. Un 47,49% de la població eren hispànics o llatinoamericans de qualsevol raça.
Hi havia 5.821 llars de les quals un 30,30% tenien menors d'edat vivint-hi, un 52,80% eren parelles casades vivint juntes, un 10,30% tenien una dona com a cap de la llar sense cap marit present i un 31,70% no eren famílies. Un 27,70% de les cases estaven compostes per individuals i un 11,90% tenien algú vivint-hi major de 64 anys. La mitjana de mida de la llar era de 2,37 persones i la de família era de 2,86 persones.
In the county the population was spread out with 25,10% under the age of 18, 6,90% from 18 to 24, 24,50% from 25 to 44, 26,50% from 45 to 64, and 16,90% who were 65 years of age or older. The median age was 41 years. For every 100 females there were 102.70 males. For every 100 females age 18 and over, there were 98.30 males.
The median income for a household in the county was $30,744, and the median income for a family was $36,827. Males had a median income of $26,736 versus $19,644 for females. The per capita income for the county was $16,418. About 12,00% of families and 14,80% of the population were below the poverty line, including 21,20% of those under age 18 and 9,00% of those age 65 or over.

### 2010
El cens dels Estats Units del 2010 va informar que el Comtat de Colfax tenia 13.750 habitants. La composició racial del Comtat de Colfax era d'11.522 (83,8%) blancs, 64 (0,5%) negres o afroamericans, 202 (1,5%) natius americans, 49 (0,4%) asiàtics, 7 (0,1%) illencs pacífics, 1.412 (10,3%) d'altres races i 494 (3,6%) de dos o més races. Hispànics i llatinoamericans de qualsevol raça formaven un 47,2% (6.488 habitants) de la població.
| Població segons el cens dels Estats Units del 2010 | Població segons el cens dels Estats Units del 2010 | Població segons el cens dels Estats Units del 2010 | Població segons el cens dels Estats Units del 2010 | Població segons el cens dels Estats Units del 2010 | Població segons el cens dels Estats Units del 2010 | Població segons el cens dels Estats Units del 2010 | Població segons el cens dels Estats Units del 2010 | Població segons el cens dels Estats Units del 2010 | Població segons el cens dels Estats Units del 2010 |
| -------------------------------------------------- | -------------------------------------------------- | -------------------------------------------------- | -------------------------------------------------- | -------------------------------------------------- | -------------------------------------------------- | -------------------------------------------------- | -------------------------------------------------- | -------------------------------------------------- | -------------------------------------------------- |
| El comtat                                          | Població total                                     | Blancs                                             | Afroamericans                                      | Natius americans                                   | Asiàtics                                           | Illencs pacífics                                   | Altres races                                       | Dos o més races                                    | Hispànics o llatinoamericans (de qualsevol raça)   |
| Comtat de Colfax                                   | 13.750                                             | 11.522                                             | 64                                                 | 202                                                | 49                                                 | 7                                                  | 1.412                                              | 494                                                | 6.488                                              |
| Ciutat incorporada                                 | Població total                                     | Blancs                                             | Afroamericans                                      | Natius americans                                   | Asiàtics                                           | Illencs pacífics                                   | Altres races                                       | Dos o més races                                    | Hispànics o llatinoamericans (de qualsevol raça)   |
| Raton                                              | 6.885                                              | 5.718                                              | 30                                                 | 96                                                 | 21                                                 | 1                                                  | 736                                                | 283                                                | 3.986                                              |
| Poble                                              | Població total                                     | Blancs                                             | Afroamericans                                      | Natius americans                                   | Asiàtics                                           | Illencs pacífics                                   | Altres races                                       | Dos o més races                                    | Hispànics o llatinoamericans (de qualsevol raça)   |
| Springer                                           | 1.047                                              | 810                                                | 2                                                  | 10                                                 | 4                                                  | 0                                                  | 198                                                | 23                                                 | 678                                                |
| Viles                                              | Població total                                     | Blancs                                             | Afroamericans                                      | Natius americans                                   | Asiàtics                                           | Illencs pacífics                                   | Altres races                                       | Dos o més races                                    | Hispànics o llatinoamericans (de qualsevol raça)   |
| Angel Fire                                         | 1.216                                              | 1.067                                              | 5                                                  | 11                                                 | 11                                                 | 4                                                  | 88                                                 | 30                                                 | 211                                                |
| Cimarron                                           | 1.021                                              | 827                                                | 1                                                  | 8                                                  | 0                                                  | 1                                                  | 147                                                | 37                                                 | 573                                                |
| Eagle Nest                                         | 290                                                | 259                                                | 0                                                  | 2                                                  | 3                                                  | 0                                                  | 22                                                 | 4                                                  | 60                                                 |
| Maxwell                                            | 254                                                | 204                                                | 0                                                  | 3                                                  | 1                                                  | 0                                                  | 30                                                 | 16                                                 | 110                                                |

### Llengües parlades
Segons dades del 2005 de la Modern Language Association, un total de cinc llengües tenien 20 o més parlants al Comtat de Colfax; les llengües maternes eren les següents.